# 小田急グループマテリアルズ
株式会社小田急グループマテリアルズは、小田急グループ内の鉄道・バスなどの車両を一元調達する為に2002年設立された会社。今まで個別に行っていた車両の発注を小田急グループが一括調達することで、効率化・大量発注というメリットが発生しコストを抑える事が出来るようになった。グループ内の各社が所有する車両は外装を除き内装・車体に至るまで同一に近い仕様となる。